# Косая Гора
Косая Гора — упразднённый рабочий посёлок в городском округе город Тула Тульской области. В 2005 году включен в состав города Тула и исключен из учётных данных.

## География
Микрорайон расположен на юге Тулы по Орловскому Шоссе, в 2 км от железнодорожной станции Косая Гора (на линии Тула — Орёл). Географически включает в себя бывшие населённые пункты — Судаково, Косово, Верхняя и Нижняя Стрекаловка. С востока отделяется от микрорайона Скуратовский железной дорогой.

## История
История микрорайона целиком связана с Косогорским металлургическим заводом. Завод в течение почти века являлся градообразующим предприятием. В момент основания завод имел удобное расположение, так как вблизи располагались поверхностные залежи железной руды, однако в настоящий момент используется привозная руда.
1886 год — начало строительства российско-бельгийским акционерным обществом Судаковского металлургического завода. Название завод получил по названию близлежащей деревни Судаково, существующей до сих пор.
8 мая 1897 — запуск Судаковского металлургического завода. На открытии присутствовал Лев Толстой.
В ноябре 1926 года заводу присвоено наименование «Косогорский металлургический завод имени Феликса Эдмундовича Дзержинского».
C 1927 года посёлок Косая Гора преобразован в рабочий посёлок.
1934 год — запуск трамвайного движения до Косой Горы. Маршрут № 4 (упразднён в 2008 г.) Тула (Центральный Стадион, сейчас Стадион «Арсенал») — Косая Гора (шахта Рвы, позже — сокращён до ост. Косая Гора (ул. Демешковская)).
Постановлением Президиума ВЦИК от 4 мая 1936 г. в черту рабочего посёлка Косая Гора Тульского района Московской области включено селение Стрекаловка того же района с её сельскохозяйственными землями.
В 1941 году Косая Гора подвергалась обстрелам из установок (гвардейских миномётов), более известных как «Катюши»).
С 1944 года посёлок является центром Косогорского района Тульской области.
Указом Президиума Верховного Совета РСФСР от 23 октября 1952 г. поселок Горняк Рвовской угольной шахты Косогорского района включен в черту рабочего поселка Косая Гора.
Решением Тульского облисполкома от 30 апреля 1959 г. поселок Призаводской рудник включен в черту рабочего поселка.
1965 года Косогорский район был упразднён, посёлок Косая Гора передан в подчинение Центрального райсовета города Тулы.
В 1969 году на территории посёлка был основан «Тулремстанок», занимающийся ремонтом станков и выпуском запасных частей к ним.
В 1969 году опубликован роман Анатолия Кузнецова «Огонь», действие которого происходит на Косой Горе (в романе название — Косолучье) и на Косогорском металлургическом заводе.
В 1977 году посёлок городского типа Косая Гора передан в подчинение Привокзального райсовета города Тулы.
Решением Тульского облисполкома от 1 апреля 1977 г. населенные пункты: Нижнее Волохово, Ново-Басово, Верхнее Волохово, Пирово Менделеевского рабочего поселка переданы в состав Косой Горы.
В 2005 году Косая Гора включена в состав Привокзального района Тулы как микрорайон.
2005 г. — на Косой Горе проходят съёмки телесериала «Парни из стали». Изначально он афишируется для участников съемок из массовки и для жителей микрорайона, как сериал про спортсменов, ранее на Косой Горе Евгением Матвеевым был снят фильм «Сохранившие огонь» и Татьяной Лиозновой фильм «Евдокия».
2008 год — закрыт единственный трамвайный маршрут № 4, соединявший микрорайон с южной частью Тулы. Также в этом году в микрорайоне проходили съёмки фильма «Чудо».
2012 год — начало реконструкции закрытого зала и футбольного поля в парке «Металлург», в начале 2013 года заработало футбольное поле с подогревом.
В 2014 году Александром Прошкиным на Косой Горе проводились съёмки фильма «Клавдия», режиссёром Матовым съёмки фильма «Степные волки», которые в скором времени должны выйти на экраны страны.

## Население
| 1939   | 1959    | 1970    | 1979    | 1989    | 2002    |
| ------ | ------- | ------- | ------- | ------- | ------- |
| 11 380 | ↗18 147 | ↗21 130 | ↗21 986 | ↘20 515 | ↘18 131 |

## Социальные объекты
Из учреждений культуры и мест отдыха на Косой Горе есть парк «Металлург», объединёный со стадионом СШ «Арсенал», Дом Культуры КМЗ, Музей КМЗ, бывший кинотеатр «Старт», в котором сейчас расположена Школа Искусств, Музей истории КМЗ и Косой Горы, несколько скверов. При въезде на Косую Гору со стороны Тулы можно увидеть памятник Ленину и танк ИС-3.
В косогорской школе № 2 (ныне школа № 66 г. Тулы) проучился все 10 лет будущий генерал армии, ветеран войны в Афганистане, министр обороны России (1992—1996 гг.) Павел Сергеевич Грачёв, который был родом из деревни Рвы, находящейся в трёх километрах к западу от Косой Горы.
В начале 2000-х годов здание местного мебельного магазина было переоборудовано под церковь.
На территории микрорайона имеется пять супермаркетов конкурирующих сетей — «Пятёрочка», SPAR, Дикси, Атак и Магнит, а также много более мелких магазинов. В 2012 году был открыт Косогорский Торговый Центр.

## Предприятия и организации
В посёлке расположены Косогорский металлургический завод, ОАО «Тульский станкоремонтный завод», ООО «Тулаконструктив». Архивировано 19 апреля 2013 года..
Крупнейшее предприятие на посёлке — Косогорский металлургический завод. Согласно данным за 2008 год общее число сотрудников завода — 2930 человек, средняя заработная плата — 14835 рублей. Согласно данным за 2011 год численность сотрудников упала до 2558 человек, а средняя зарплата возросла до 19080 рублей.
ООО «Тулаконструктив»- находится по адресу Орловское шоссе д.11, предприятие занимается производством телекоммуникационного оборудования.
В прошлом через Судаково проходила Лихвинская железная дорога, однако последний поезд прошёл в 1996 году, а позднее дорога была разграблена на металлолом.

Бывший кинотеатр «Старт», ныне филиал детской школы искусств № 4 г. Тулы.